# Otto Ernst Fritsch
Otto Ernst Fritsch (* 5. Dezember 1908 in Bingen am Rhein; † nach 1979) war ein deutscher Maler und Gegner des Nationalsozialismus.
Fritsch gehörte der SPD an und war „langjähriger Gegner des nationalsozialistischen Antisemitismus“. Nach einem öffentlichen Protest nach der Reichspogromnacht fand er 1939 Schutz durch eine freiwillige Meldung zur Luftwaffe. 1943 wollte er eine Bekannte vor dem Holocaust retten und wurde von der Geheimen Staatspolizei gefangen genommen, gefoltert und als „Judenfreund“ eingestuft. Fritsch wurde 1975 von Yad Vashem in die Reihe der Gerechten unter den Völkern aufgenommen.